# François Ledermann
François Ledermann (* 1. Januar 1949 in Bern) ist ein Schweizer Apotheker und Pharmaziehistoriker.

## Leben
Zunächst besuchte Ledermann Schulen in Bern. 1965 wechselte er auf das Gymnasium in Neuchâtel, wo er vier Jahre später die eidgenössische Maturität Typ B erwarb. Anschliessend studierte er Pharmazie an der Universität Bern. Das Studium schloss er 1975 mit dem Apothekerdiplom ab. Im Anschluss studierte er Pharmaziegeschichte. Danach ging er an die Université René-Descartes in Paris, wo er Studien für seine Dissertation im Bereich der Pharmaziegeschichte durchführte. 1978 wurde er mit einer arzneimittelgeschichtlichen Arbeit promoviert.1988 habilitierte Ledermann für Geschichte der Medizin und Pharmazie an der Universität Bern. Sieben Jahre später wurde er zum Titularprofessor ernannt.
1981 wurde er zum Sekretär der Schweizerischen Gesellschaft für Geschichte der Pharmazie gewählt. Sieben Jahre später wurde er bis 1998 Präsident dieser Gesellschaft. Seit 1996 gehört Ledermann dem Sanitätskollegium des Kantons Bern an. Im Jahre 2000 wurde Ledermann zum Präsidenten der Internationalen Gesellschaft für Geschichte der Pharmazie gewählt. Seit 2006 ist er erneut an der Spitze dieser Gesellschaft.
Neben der Arzneimittel- und Drogengeschichte beschäftigte sich Ledermann mit Arzneimittelpreisen sowie der Mentalitätsgeschichte des Apothekers und untersuchte auch kulturhistorische Bezüge der Pharmazie. Ausserdem ist er Leiter der Berner Schloss-Apotheke. Heute arbeitet Ledermann am Medizinhistorischen Institut der Universität Bern, wo er medizinhistorische Dissertationen betreut. Des Weiteren ist er korrespondierendes bzw. Ehrenmitglied zahlreicher pharmaziehistorischer Gesellschaften in Frankreich, Spanien, Italien, Benelux, Rumänien und der Deutschen Gesellschaft für die Geschichte der Pharmazie. Seit 2015 ist Ledermann Mitglied der Jury der Médaille Parmentier und der Schelenz-Plakette.
Ledermann veröffentlichte zahlreiche Publikationen zur Entwicklung der Pharmazie in der Schweiz und zur pharmazeutischen Kulturgeschichte. Es erschienen schon über 170 wissenschaftliche Aufsätze in der Schweiz, in Deutschland und in Frankreich.
Ledermann ist verheiratet und hat zwei Töchter.

## Ehrungen
- 1978: Prix d’Histoire de la Pharmacie der Académie Nationale de Pharmacie de Paris
- 1979: „Henry-Sigerist-Preis“ verliehen von der Schweiz
- 1994: Premio-Giulio-Conci der Accademia italiana di storia della farmacia
- 1998: Schelenz-Plakette der IGGP
- 2002: Medaille Folch Jou
- 2013: „Médaille Parmentier“ verliehen durch die Société d’histoire de la pharmacie

## Schriften (Auswahl)
- als Hrsg.: Schweizer Apotheker-Biographie. Mosaiksteine zur Geschichte des Schweizerischen Apothekervereins (1843–1993). Festschrift zum 150jährigen Bestehen [...]. Stämpfli, Bern 1993 (= Veröffentlichungen der Schweizerischen Gesellschaft für Geschichte der Pharmazie. Band 12).
- Ledermann, François: Es ist die Martha-Seele, die meiner Seele vermählt ist. Die Briefe von Alexander Tschirch an Martha Bernoulli 1896-1939. (deutscher-apotheker-verlag.de). Stuttgart 2015, Wissenschaftliche Verlagsgesellschaft, ISBN 9783804734746
- als Herausgeber:
  - mit Hans-Rudolf Fehlmann: Festschrift Alfons Lutz und Jakob Büchi., Zürich 1983 (= Veröffentlichungen der Schweizerischen Gesellschaft für Geschichte der Pharmazie, 2).
  - Festschrift zum 150-jährigen Bestehen des schweizerischen Apothekervereins. 1993.